# Lysiteles silvanus
Lysiteles silvanus là một loài nhện trong họ Thomisidae.
Loài này thuộc chi Lysiteles. Lysiteles silvanus được Hirotsugu Ono miêu tả năm 1980.